# Bruce Stowell
Bruce Stowell (Bradford, 20 settembre 1941) è un allenatore di calcio ed ex calciatore inglese, di ruolo centrocampista.

## Carriera

### Giocatore
Dopo aver trascorso una stagione nelle giovanili del Leeds Utd Stowell nel 1958 si trasferisce al Bradford City, club della sua città natale, con cui un anno più tardi, nel 1959, all'età di 18 anni, esordisce tra i professionisti, nella terza divisione inglese. Nel corso degli anni seguenti diventa un punto fisso dei Bantams, in cui trascorre tredici stagioni consecutive, fino al 1972, giocando tra terza e quarta divisione (dal 1959 al 1961 e dal 1969 al 1972 in quarta divisione, mentre dal 1961 al 1969 in quarta divisione); durante la sua permanenza nel club totalizza complessivamente 401 presenze e 16 reti in incontri di campionato e, più in generale, con le sue 437 presenze in incontri ufficiali diventa il giocatore con il maggior numero di presenze nella storia del club, superando il record di George Robinson che risaliva a 55 anni prima. Trascorre poi un'ultima stagione in patria, giocando 16 partite in terza divisione con il Rotherham Utd; in seguito emigra in Australia, dove dal 1975 al 1976 gioca nella prima divisione locale con il Sydney Olympic; la sua ultima esperienza da giocatore è con il Blacktown City nel 1980.

### Allenatore
Nel 1977 ha allenato il Sydney Olympic nella prima divisione australiana; ha poi continuato ad allenare vari club australiani fino al 2008, senza più arrivare però in prima divisione. Fa eccezione il biennio tra il 1999 ed il 2000, nel quale ha allenato il Johor Darul Ta'zim nella prima divisione malese.